# Галеви, Людовик
Людовик Галеви (Алеви) (фр.  Ludovic Halévy; 1834—1908) — французский драматург, либреттист и романист.

## Биография
Людовик Галеви родился 1 января 1834 года в городе Париже, сын Леона Галеви, племянник Фроманталя Галеви. 
Найдя удачного сотрудника в лице Мельяка, Галеви создал вместе с ним новый жанр — оперетту, где под прикрытием шутки авторы высмеивали все, что было напыщенного и пустого в нравах Второй империи. «Орфей в аду», «Прекрасная Елена», «Синяя борода», «Великая герцогиня Герольштейнская» имели в своё время значение тонкой общественной сатиры. Под легкий ритм оффенбаховской музыки публика вторила смеху авторов, не замечая, что она этим свергала с пьедесталов своих собственных кумиров. Смелость Галеви и Мельяка доходила до осмеяния главной основы лицемерия и косности — преклонения перед традициями. Живший в Париже во время Второй империи писатель П. Д. Боборыкин писал о их коллективном творчестве следующее: 
Не имея ещё возможности выводить на свежую воду господствовавший режим, остроумные и даровитые либреттисты — Мельяк и Галеви, найдя себе такого высокоталантливого композитора, как Оффенбах, стали смеяться над чем можно. Прошли вереницей в течение нескольких лет и боги Греции, и гомеровский мир героев, и средневековый мир, и придворная солдатчина Европы в XVIII веке. И оперетка заставила всю Европу и Америку устремляться в Париж смотреть „Орфея в аду“ и все другие вещи, вышедшие из-под пера такого трио, как Мельяк, Галеви и Оффенбах.
Их наиболее известная работа — либретто к опере Жоржа Бизе «Кармен»: «Они сделают мне веселую пьесу,— писал он, приступая к работе над «Кармен»,— которую я буду трактовать как можно сдержаннее». 
Вместе с Мельяком Галеви написал и несколько более серьёзно задуманных комедий. Самая крупная из них «Фру-Фру» («Frou-Frou», 1869), героиня которой — тип французской светской женщины, истеричной и пустой, несчастной вследствие своей неспособности чувствовать глубоко и цельно, и при всём том привлекательной именно благодаря своей нравственной беспомощности. Эмиль Золя присутствовавший на премьере пьесы писал о своих впечатлениях следующее: 
Пьеса представляла собой пленительную картинку одного из уголков нашего общества; в особенности первые акты содержали точно наблюденные, правдивые детали; конец мне меньше понравился — он отдавал слезливостью. Бедная Фруфру терпела чересчур уж суровое наказание, — у зрителя слишком горестно сжималось сердце; цикл жизненно достоверных парижских эпизодов завершался банальной картинкой, призванной исторгнуть слезы у чувствительной публики.
Из остальных пьес Галеви и Мельяка самые известные: «Fanny Lear» (1868), «Tricoche et Cacolet», «La Cigale», «Sonnettes». Галеви написал ещё несколько романов: «Madame et Mr. Cardinal», «La Famille Cardinal», «Criquette», «Abbé Constantin». Последний из них, несколько сентиментальный, содействовал главным образом избранию Галеви в члены Французской академии. Галеви напечатал еще ряд рассказов из франко-прусской войны, озаглавленных: «Invasion».
На основе их с Мельяком водевиля «Новогодний вечер» (фр. Le réveillon) Иоганн Штраус (сын) написал оперетту «Летучая мышь», а по мотивам комедии «Атташе из посольства» («L’attaché d’ambassade», 1862) Франц Легар написал оперетту «Весёлая вдова» (1905). 
Неоднократно выступал в поддержку присуждения Нобелевской премии по литературе Л. Н. Толстому. 

## Интересные факты
- Кличка лошади Вронского в романе Л. Н. Толстого «Анна Каренина» совпадает с названием мелодрамы Мельяка и Галеви «Фру-Фру», героиня которой тоже погибает из-за измены мужу[13].